# Alfa Romeo Alfa 6
Alfa Romeo Alfa 6 (Серія 119) — автомобіль бізнес-класу, що випускався італійською автомобілебудівною компанією Alfa Romeo в 1979—1986 роках.

## Опис

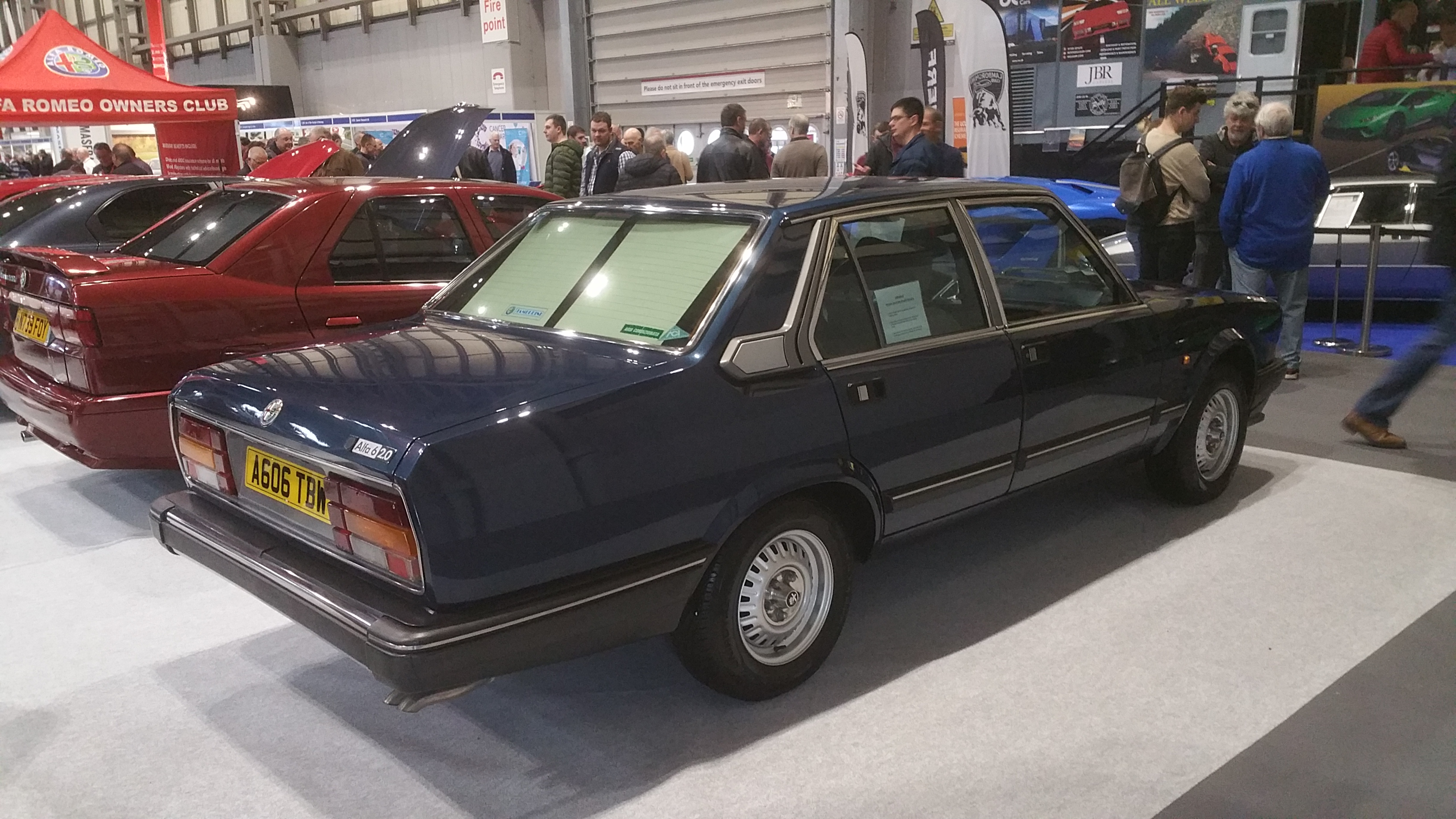

З виходом на ринок в 1979 році Alfa 6 стала флагманом в лінійці автомобілів Alfa Romeo. Чотиридверний кузов був досить звичайним і схожим за стилем з уже існуючою Alfa Romeo Alfetta. Фактично, обидва автомобілі мають величезну кількість схожих деталей, включаючи дверні панелі. Дизайн Alfa 6 був розроблений ще до виходу Alfa Romeo Alfetta, але під час паливної кризи 1973 року подальші розробки були відкладені, і дебют відбувся лише в 1979 році. Дизайн кузова не мав особливих аеродинамічних якостей, але Коефіцієнт аеродинамічного опору кузова був досить хороший: 0.41. Новий 2,5-літровий двигун V6 потужністю 158 к.с. (116 кВт) при 5600 об/хв з шістьма карбюраторами і одним розподільним механізмом з одним розподільним валом для всіх шести циліндрів. Модель була оснащена електросклопідйомниками, підсилювачем рульового управління, центральним замком, електричними дзеркалами заднього виду, а також диференціалом з підвищеним внутрішнім опором. Всі ці опції зробили Alfa 6 конкурентною за ціною порівняно зі звичайними седанами того часу, коли такі додаткові опції коштували досить дорого. Автомобіль також встановив нові стандарти безпеки. Наприклад, модель оснащувалася датчиком удару в багажнику, який при ударі припиняв подачу палива.
Двигун і трансмісія знаходилися спереду, а диференціал ззаду. Alfa 6 мала підвіску «de Dion» ззаду, і незалежну спереду, коробка передач також перебувала спереду машини. Триступінчатий автомат від ZF був доступний як додаткова опція, а гідропідсилювач від ZF був першим, встановлюваним на Alfa Romeo.

### Рестайлінг

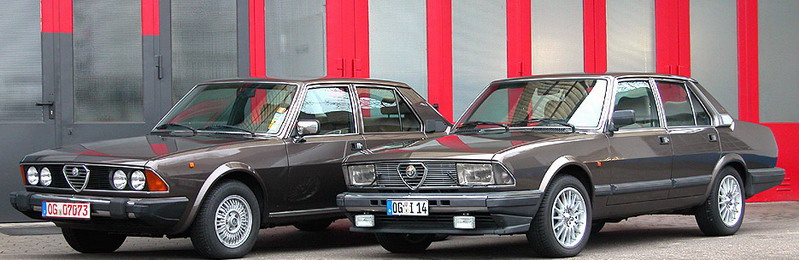
Модель до 1983 року і після

У 1983 році модель була оновлена. Головне світло було змінене, замість чотирьох круглих фар, автомобіль отримав дві прямокутні фари головного світла. Були встановлені нові бампери, нова решітка радіатора і нове заднє світло. Невеликим змінами був підданий і салон автомобіля. Під капотом була замінена проблемна механічна частина двигуна — шість карбюраторів. Вони були замінені на інжекторну систему L-Jetronic від Bosch. Даний рестайлінг ознаменував вихід двох нових двигунів: 2-літрову версію V6 (з карбюраторами) і 2,5-літровий п'ятициліндровий турбодизель від VM.

## Двигуни
- 2.0 L Alfa Romeo V6 135 к.с.
- 2.5 L Alfa Romeo V6 158 к.с.
- 2.5 L VM HR588 I5 (turbo diesel) 105 к.с.

## Статистика виробництва
Всього було випущено: 12,070
- з 2.5 л. V6 карбюраторним бензиновим двигуном: 5,748
- з 2.5 л. V6 інжекторним бензиновим двигуном: 1,574
- з 2.0 л. V6 бензиновим двигуном: 1,771
- з 2.5 л. VM турбодизелем двигуном: 2,977